# التوازي السياسي
التوازي السياسي واحد من سمات أنظمة وسائل الإعلام. في بحث مقارن حول أنظمة وسائل الإعلام، يشير التوازي السياسي «إلى طابع الصلات التي تربط بين الممثلين السياسيين ووسائل الإعلام وبشكل أكثر عمومًا إلى الحد الذي تعكس فيه وسائل الإعلام الانقسامات السياسية». استخدم دانييل سي. هالين ومانشيني المصطلح لتحليل الصلات بين منظمات وسائل الإعلام والميول السياسية، مفضلين مفهومًا أقدم اقترحه كولين سيمور أوري الذي كان قد طبقه بشكل أضيق على الصلات بين الصحافة والأحزاب السياسية.
عُرّف المصطلح في دراسة أجراها دانييل سي. هالين وباولو مانشيني بعنوان مقارنة أنظمة وسائل الإعلام في عام 2004. حلل المؤلفان أنظمة وسائل الإعلام وفقًا لأربعة أبعاد، تطور الصحافة الجماهيرية والتوازي السياسي واحترافية الصحافيين وتدخل الدولة. ووفقًا لهذه الأبعاد الأربعة، صُنفت أنظمة وسائل الإعلام ضمن ثلاثة نماذج مثالية، النموذج التعددي المستقطب والنموذج الليبرالي ونظام وسائل الإعلام النقابوي الديمقراطي.
ثمة خمسة عوامل تشير إلى درجة نظام وسائل الإعلام في التوازي السياسي:
| العامل                                                                                             | المثال |
| الحد الذي تعكس فيه وسائل الإعلام ولاءات وتوجهات سياسية محددة، وتوجه الصحافيين وممارستهم الاحترافية | كريس سميث صحفي ويعمل في صحيفة ذا تايملاين. خلال أوقات فراغه يزور اجتماعات حزب العمال الوطنيين. وهو معجب بموقفهم ولذا فهو يكتب مقالات مؤيدة لبيانهم الانتخابي |
| الصلات التنظيمية بين وسائل الإعلام والأحزاب أو المنظمات السياسية                                   | تانيا سميث سياسية محلية. وفي وظيفتها الثانية تكتب مقالات لصحيفة محلية                                                                                        |
| مشاركة الإعلاميين في السابق كممثلين سياسيين                                                        | بعد تقاعده من رئاسة البلدية، قرر إلياس سميث أن يكتب مقالات لصحيفة محلية يشرح فيها التطورات السياسية الراهنة من وجهة نظره                                     |
| إذا ما كان تقدم مسيرة الإعلاميين متوقفًا على التحالفات السياسية                                     | جينيفر سميث صحفية شابة. وهي تعلم أنه سيكون من الصعب عليها أن تتقدم في مسيرتها المهنية دون أن تلتقي ب«الأشخاص المناسبين» لذا انضمت إلى حزب الحكومة            |
| حزبية متابعي وسائل الإعلام                                                                         | آندرو سميث بقال. يشتري صحيفة ذا ديلي نيوزبيبر يوميًا، لأنه يوافق بشكل شبه دائم على تفسيرها للأحداث الراهنة                                                    |

## تاريخ التوازي السياسي في أنظمة وسائل الإعلام الغربية
طبق دانييل سي. هالين وباولو مانشيني مفهوم التوازي السياسي، حين طرحاه في عام 2004، على الديمقراطيات الرأسمالية الغربية الراسخة. وقد أشار المصطلح إلى محتوى وسائل الإعلام والحد الذي يعكس فيه نتاج وسائل الإعلام المختلفة توجهات سياسية معينة. 
من الناحية التاريخية، اعتُبرت الدعوة السياسية وظيفة هامة لوسائل الإعلام المطبوعة التي برزت في القرنين الثامن عشر والتاسع عشر. أسست الأحزاب السياسية وممثلون سياسيون آخرون صحفًا ودعمتها. وكان دور الصحافي هو أن يتسميل عامة الشعب نحو فصيله السياسي أو قضيته السياسية، الأمر الذي لم يتغير سوى في القرن التاسع عشر حين اتجهت أعراف الصحافة نحو الهدف المثالي في الموضوعية في نقل الأخبار. 
عندها باتت الصفة التجارية قوة هامة في عمل الصحف. ولم تعد الصحف تعتمد على مناصرة الأحزاب السياسية أو الممثلين، بل تبنت خطًا أكثر «توازنًا». ووفقًا لجوناثان هاردي يمكن للصحف، بالابتعاد عن الاصطفاف السياسي والاتجاه نحو الموضوعية، «أن تصل إلى مجموعة من المتابعين المستهلكين غير المنقسمين بحسب الخط السياسي. [...] وإجمالًا، كانت المحاججة الاقتصادية أنه بانحياز أقل سينجذب المزيد من القراء إلى إحدى الصحف». 
تغير هذا مجددًا بعد الحرب العالمية الأولى حين انعكس الصراع السياسي في الأخبار و«عزز الاستقطاب السياسي الحاد الطلب على صحف سياسية بشكل علني». إلا أن مدى هذا التطور وقوته اختلفا في أنظمة وسائل الإعلام المختلفة. في «النقابوية الديمقراطية» استمرت الصلات القوية لأنظمة وسائل الإعلام بين وسائل الإعلام والمؤسسات السياسية حتى السبعينيات من القرن العشرين. وفي الأنظمة التعددية المستقطبة، لعب التوازي السياسي في الصحافة دورًا أساسيًا في التطور الوطني، في إيطاليا وإسبانيا على سبيل المثال. وحتى في يومنا هذا، كما تحاجج أنجيليكا دبليو. ويكا حول إيطاليا واليونان، «على الرغم من اعتقاد سائد بشدة بأن القواعد الأخلاقية القائمة انعكاس لنقل الأخبار الموضوعي وغير المنحاز، ثمة ميل لدى الصحفيين [...] لأن يكونوا منحازين إلى حد ما، إن لم يكن ذلك بشكل متطرف». في وسط أوروبا الشرقية «تسود أيضًا صحافة شديدة الانحياز وتدفعها انحيازات سياسية». 
وكما ذُكر سابقًا، يظهر التوازي السياسي في حزبية متابعي وسائل الإعلام، وأيضًا حين يشتري مؤيدو أحزاب مختلفة صحفًا مختلفة تخدم آراءهم وتفضيلاتهم السياسية. ففي ألمانيا مثلًا، تعد صحيفة دي فيلت اليوم محافظة بشكل أكبر من صحيفة زود دويشته تسايتونغ، في حين تعتبر دي تاغيتسايتونغ ميالة بشكل أكبر إلى اليسار. وفي إسبانيا، كان معظم قراء صحيفة إل بايي من منتخبي حزب العمال الاشتراكي الإسباني، في حين تُقرأ صحيفة إي بي سي على نطاق واسع بين منتخبي حزب الشعب، في حين أن قراء صحيفة إل موندو هم في الغالب هم من مقاطعي الانتخابات.